# Eleições legislativas regionais na Madeira em 2004
As eleições legislativas regionais na Madeira em 2004, também designadas eleições para a Assembleia Legislativa da Região Autónoma da Madeira, realizaram-se a 17 de outubro e delas resultou a vitória da maioria do Partido Social Democrata (PPD/PSD), liderado por Alberto João Jardim.
A campanha eleitoral para as legislativas regionais na Madeira decorreu de 6 a 15 de outubro.

## Partidos
Os partidos e coligações que concorreram às eleições para a Assembleia Legislativa da Região Autónoma da Madeira em 2004 foram os seguintes:
| Sigla | Sigla   | Partido/Coligação                    |
| ----- | ------- | ------------------------------------ |
|       | B.E.    | Bloco de Esquerda                    |
|       | CDS–PP  | Partido Popular                      |
|       | PCP–PEV | CDU – Coligação Democrática Unitária |
|       | PPD/PSD | Partido Social Democrata             |
|       | PS      | Partido Socialista                   |

## Resultados
Resultados regionais apurados pela Comissão Nacional de Eleições.

Resultados eleitorais por concelho.

| Partido                                  | Partido         | Candidato             | Votos   | Votos (%) | Votos (±) | Assentos | Assentos (%) | Assentos (±) |
| ---------------------------------------- | --------------- | --------------------- | ------- | --------- | --------- | -------- | ------------ | ------------ |
|                                          | PPD/PSD         | Alberto João Jardim   | 73 973  | 53,71%    | −2,24%    | 44       | 64,71%       | +3           |
|                                          | PS              | Jacinto Serrão        | 37 751  | 27,41%    | +6,37%    | 19       | 27,94%       | +6           |
|                                          | CDS–PP          | José Manuel Rodrigues | 9 691   | 7,04%     | −2,68%    | 2        | 2,94%        | −1           |
|                                          | PCP–PEV(a)      | Edgar Silva           | 7 590   | 5,51%     | +0,87%    | 2        | 2,94%        | 0            |
|                                          | B.E.            | Paulo Martins         | 5 035   | 3,66%     | +3,66%    | 1        | 1,47%        | −1           |
| Totais                                   | Totais          | Totais                | 134 040 |           |           | 68       |              |              |
| Votos em Branco                          | Votos em Branco | Votos em Branco       | 1 425   | 1,03%     | +0,15%    |          |              |              |
| Votos Nulos                              | Votos Nulos     | Votos Nulos           | 2 269   | 1,65%     | +0,39%    |          |              |              |
| Participação                             | Participação    | Participação          | 137 734 | 60,47%    | −1,44%    |          |              |              |
| ↑(a) PCP e PEV concorreram em coligação. |                 |                       |         |           |           |          |              |              |
| Fonte: Comissão Nacional de Eleições     |                 |                       |         |           |           |          |              |              |

### Resultados por concelho
|                                      | %       | %     | %      | %       | %    |          |
| Concelhos                            | PPD/PSD | PS    | CDS–PP | PCP–PEV | B.E. | Votantes |
| ------------------------------------ | ------- | ----- | ------ | ------- | ---- | -------- |
| Calheta                              | 67,72   | 8,09  | 19,38  | 1,63    | 1,01 | 7 060    |
| Câmara de Lobos                      | 64,10   | 19,44 | 5,77   | 5,17    | 3,06 | 15 832   |
| Funchal                              | 46,62   | 28,66 | 7,53   | 8,72    | 5,56 | 58 380   |
| Machico                              | 55,81   | 36,64 | 2,53   | 1,79    | 1,40 | 12 044   |
| Ponta do Sol                         | 54,67   | 35,22 | 5,97   | 1,00    | 1,58 | 5 076    |
| Porto Moniz                          | 64,27   | 30,18 | 2,57   | 0,71    | 0,58 | 2 253    |
| Porto Santo                          | 55,50   | 37,97 | 2,00   | 1,05    | 0,67 | 2 847    |
| Ribeira Brava                        | 66,87   | 18,67 | 6,44   | 2,53    | 2,52 | 7 347    |
| Santa Cruz                           | 49,75   | 31,21 | 7,07   | 5,45    | 3,61 | 17 857   |
| Santana                              | 66,68   | 21,57 | 6,25   | 1,20    | 1,31 | 5 411    |
| São Vicente                          | 52,30   | 35,81 | 6,01   | 0,83    | 1,52 | 3 627    |
| Total                                | 53,71   | 27,41 | 7,04   | 5,51    | 3,66 | 137 734  |
| Fonte: Comissão Nacional de Eleições |         |       |        |         |      |          |

## Análise dos resultados
A Assembleia Legislativa Regional da Madeira aumentou o número de deputados em relação às eleições anteriores em 2000, de 61 para 68 no total. Estas eleições foram as que concorreram menor número de partidos, apenas cinco, tendo todos eles elegido pelo menos um deputado.
O Partido Social Democrata (PPD/PSD) venceu pela oitava vez consecutiva, com maioria absoluta de 44 lugares, embora com menor percentagem de deputados em relação às eleições anteriores. O Partido Socialista (PS) foi novamente o segundo partido mais votado, obtendo dezanove lugares, o melhor resultado de sempre do PS até então nas eleições legislativas regionais na Madeira (maior número e percentagem de votos e maior número de deputados eleitos). Em terceiro lugar ficou outra vez o Partido Popular (CDS–PP), com dois lugares, seguido da CDU – Coligação Democrática Unitária (PCP–PEV) — que manteve os dois lugares das eleições passadas — e do Bloco de Esquerda (B.E.), que conquistou um mandato.
A abstenção foi de 39,53%, ou seja, dos 227 774 eleitores recenseados votaram 137 734.